# Acculturation psychologique
Ne doit pas être confondu avec Acculturation.
 (avril 2013).
L’acculturation psychologique est le processus d'un changement culturel et psychologique en tant que conséquence et résultat du contact entre groupes culturels et leurs membres.
Depuis une vingtaine d'années de plus en plus d'études s'intéressent aux stratégies d'acculturation adoptées par les immigrés ainsi que celles perçues par les populations hôtes. En effet, depuis les années 1980 l'immigration familiale est plus importante et remet en cause l'organisation des sociétés quant à l'accueil des immigrés. Les études portent sur les différents facteurs et leurs rôles dans les stratégies d'acculturation. L'objectif est de comprendre ces facteurs afin d'améliorer notamment les relations entre les groupes. Pour cela, différentes échelles de mesure ont été créées et plusieurs théories tentent d'expliquer les comportements et les avis des immigrés et des hôtes.

## Émergence du concept
C’est à partir d'études concernant la domination européenne et plus précisément sur les populations colonisées ou indigènes qu’est né, parmi les anthropologues d’abord, l’intérêt pour l’acculturation. Par la suite, des sociologues et psychiatres se sont penchés sur la manière dont les immigrants (volontaires et involontaires) changeaient au fur et à mesure de leur arrivée et de leur installation dans un pays d’accueil.
En 1880, Powell a utilisé le terme "acculturation" pour désigner les changements psychologiques induits par l'imitation interculturelle. 
La première théorie sur l'acculturation psychologique fut celle de Thomas et Znaniecki en 1918 qui s'intéressaient aux paysans polonais en Europe et en Amérique. Ils ont étudié les immigrés polonais à Chicago et en ont défini trois formes d'acculturation: les Bohémiens (qui correspond à l'assimilation de Berry), les Philistins (la séparation) et le type-Créatif (l'intégration). 
Ensuite, en 1936,Linton et Herkovitz ont donné une définition de l'acculturation plus commune Melville Herskovits(1895-1963)définit l'acculturation comme « l'ensemble des phénomènes résultant du contact direct et continu entre les groupes d'individus de cultures différentes, avec des changements subséquents dans les types de cultures originaux de l'un ou des groupes ».
À cette même période, certains chercheurs, comme Stonequist (1899-1959), ont insisté sur les conséquences néfastes de l’acculturation pour les immigrés, ce qui a suscité plus d'intérêts à l'étude de ce sujet. Finalement, Graves (1967) a introduit le concept d’acculturation psychologique. Selon lui, l’individu qui est dans une situation de contact culturel sera influencé par la culture d’accueil et aussi par sa propre culture, elle-même en processus de changement. 
Des études se sont focalisées ensuite sur les procédés auxquels les groupes ethnoculturels ont recours entre eux ainsi qu’aux changements qui ont lieu. Grâce des observations, des études et des recherches plus approfondies sur les procédés utilisés par des groupes immigrants, des anthropologues aussi spécialisés dans la psychologie en sont venus à « l’acculturation psychologique »
.
Par la suite, la mondialisation n’a fait qu’accentuer les flux migratoires et les contacts entre différentes populations ethnoculturelles et a suscité de plus en plus d'études concernant les processus d'acculturation.

## L'acculturation psychologique dans les situations d'immigration
Au sein de la communauté européenne, à partir des années 1980, l’immigration de main-d’œuvre s’est transformée en immigration familiale, ce qui implique une plus grande stabilité et plus de durabilité. C’est ainsi que l’organisation des États face à l’immigration a été remise en cause avec notamment des débats concernant la conception de la citoyenneté, de l’identité nationale et du statut des immigrés. En 1999, Sabatier propose une nouvelle définition de l’immigré « une personne qui s’est déplacée plus ou moins volontairement d’une société pour s’installer durablement dans une autre société ». Les raisons de leur migration peuvent être économiques, politiques ou encore familiales. Ce phénomène d’immigration est un cas d’acculturation car deux groupes culturels entrent en contact ce qui provoque des changements qui sont ici culturels et psychologiques. Il s’agit donc de phénomène d’acculturation psychologique. En général, les immigrés se trouvent face à de nouvelles pratiques culturelles et doivent s’adapter aux codes du pays d’accueil. Les transformations qui découlent de cet interculturalisme sont appelées soit « acculturation », soit « mouvement vers une culture ». La plupart des études montrent qu'il est possible de s'adapter à une nouvelle culture tout en maintenant sa culture d'origine. 
Les problèmes d’adaptation des migrants ont été longtemps considérés comme un échec de leur intégration à la société d’accueil, dont ils étaient responsables. D'ailleurs, certains modèles d’acculturation n’accordent pas d’attention aux membres de la majorité d’accueil dominante, qui influencent les orientations d’acculturation des immigrants,,.
Or, la qualité d’adaptation de l’immigré serait aussi la résultante de l’interaction entre les processus d’acculturation des immigrés et des membres de la société d’accueil pour la plupart des auteurs. Ainsi, Malinowski et Ortiz insistent sur le fait que les acculturés et la culture d'accueil ne sont pas passifs, ces deux groupes ont une influence sur les rapports de pouvoir qu'il y a dans le processus d’acculturation. L'un des intérêts à ce type d'étude est de bien comprendre ces processus pour pouvoir mettre en place des programmes adaptés pour le bon fonctionnement des différents groupes. Il y a donc les processus d'acculturation adoptés par les immigrés et ceux perçus par la population hôte. Ces processus vont être expliqués ci-dessous.

## Stratégies et modèles d'acculturation
Sam définit trois éléments essentiels dans le processus d’acculturation :
1. Le contact continu et direct des groupes qui doit se faire en même temps et sur le même lieu.
2. L’influence réciproque sur lequel certains modèles d’acculturation s’appuient pour évoquer les rôles du groupe majoritaire et celui du groupe minoritaire.
3. Les modifications que subissent les deux groupes de par leur contact et leur influence, cette notion permet de comprendre les changements qui se produisent ainsi que les conséquences qui s'ensuivent.

### Les processus d'acculturation adoptés par les immigrés

#### Le modèle d'identification ethnique de Hutnik
Ses études l'ont amené à définir quatre stratégies d'auto-catégorisation qui sont déterminées par le niveau auquel l'individu se définit dans les limites du groupe minoritaire et du groupe majoritaire. Il en conclut quatre points:
1. Les individus intégrés se concentrent sur les aspects des identités majoritaires et minoritaires,
2. les assimilés se concentrent plus sur les aspects de leur identité majoritaire,
3. les séparés portent de l'importance aux aspects de leur identité minoritaire,
4. les marginaux quant à eux, ne se concentrent sur aucun des deux.

Hutnik insiste sur l'importance de la distinction entre le modèle d'identification ethnique et le modèle d'acculturation car ils sont faiblement corrélés. En effet, il différencie la stratégie d'adaptation individuelle et la stratégie d'insertion de la société d'accueil.

#### Le modèle de John W. Berry
Le modèle de Berry a eu une grande influence sur les études en psychologie sociale et interculturelle concernant les stratégies d'acculturation adoptées par les immigrants dans une nouvelle société. Afin d'identifier le choix de ces différentes stratégies, il distingue deux questions. D’abord, l’individu décidera de garder ou pas et de développer ou pas sa culture d’origine, et donc aussi son identité ethnique. Ensuite, il est question d’adopter la culture d’accueil à un certain degré, ou pas. C'est en croisant les réponses à ces deux questions que Berry a pu proposer quatre stratégies d’acculturation.
Dans ce modèle bidimensionnel d’acculturation, il met en évidence le fait que les contacts culturels intergroupes causent un double changement : un au niveau groupal/culturel et un au niveau individuel/psychologique. Le niveau culturel se définit par les caractéristiques des cultures, la nature des contacts, les interactions et les changements produits. C'est à travers ces  mutations que les modalités d’acculturation psychologique changent chez les individus. Un nouveau cadre culturel va se créer et les individus vont s'adapter aux niveaux psychologique et socioculturel. En général, c’est le groupe non dominant qui subit le plus de changements culturels car le groupe dominant a en général une plus grande influence. Le stress acculturatif pour le groupe non dominant est une conséquence directe des processus d’acculturation et de l’adaptation dans le nouveau pays de ces immigrés. Ces derniers peuvent subir des changements à d'autres niveaux : biologique (nouvelles maladies, métissage, nouvelle alimentation, etc.) ; physiques (urbanisation, nouveau milieu, nouvel habitat, pollution, etc.) ; politiques et économiques (emplois, salaires, etc.) ; culturels (langue, religion, éducation, etc.) ; et sociaux (nouvelles relations interindividuelles et intergroupes, etc.). 
Les quatre stratégies d'acculturation que développe Berry peuvent être présentées à deux niveaux.
|                                  |     | Maintien de la culture d'origine |                 |
| OUI                              | NON |                                  |                 |
| Adoption de la culture d'accueil | OUI | Intégration                      | Assimilation    |
| Adoption de la culture d'accueil | NON | Séparation                       | Marginalisation |

### Les processus d'acculturation perçus par les autochtones
Avec le modèle de Berry, la population hôte n'apprécie pas de la même façon chacune des stratégies, elle semble avoir des préférences pour certaines.
L'intégration
L'intégration est l'orientation la plus appréciée par la population hôte dans la plupart des études. Elle reflète le désir de maintenir la culture d’origine tout en mettant en valeur l’adoption des éléments clefs de la culture d’accueil majoritaire. Une population hôte qui préfère l’intégration, devrait valoriser un biculturalisme stable avec le groupe d’immigrés. 
L'assimilation
L’assimilation est souvent retrouvée en deuxième choix de préférence. C’est le fait « d’abandonner » sa propre culture et d’adopter les pratiques de la culture d’accueil. 
La séparation
La séparation se caractérise par le désir de maintenir tous les aspects de la culture de l’immigré en rejetant la culture et les relations avec les membres de la communauté majoritaire d’accueil. En ce qui concerne la population hôte, à travers cette orientation, elle accepte que les immigrés maintiennent leur héritage culturel tant qu’ils gardent une distance avec les membres de la culture d’accueil. Ils ne veulent donc pas que les immigrés adoptent, « contaminent » ou transforment la culture d’accueil. Dans ce cas, la population hôte défavorise le contact interculturel avec les immigrés, elle préfère qu’ils vivent séparément, enclavés dans une communauté. Cette situation semble ambivalente car la société d’accueil considère l’immigré comme un citoyen qui a les mêmes droits que les hôtes.
Les préférences des membres de la société d'accueil pour l’assimilation et la séparation pourraient être comprises grâce à la perspective de la théorie du conflit . Une certaine discrimination s’expliquerait par une situation de conflit entre différents groupes sociaux pour des ressources limitées. Le marché du travail peut illustrer une telle situation de conflit. En effet, les membres de la société d’accueil peuvent avoir peur de se faire « voler » leurs emplois. Cette compétition mènerait à un conflit qui se traduirait par le choix d’une orientation telle que l’assimilation ou la séparation. Cette contrainte empêcherait les immigrés de s'intégrer  et d'être embauché à la place de la population hôte. À cela peut s'ajouter la théorie de l'identité sociale de Tajfel et Turner qui s’inscrit dans la perspective de l’étude des conflits intergroupes. Elle postule que la seule catégorisation en deux groupes distincts entraîne la discrimination à l’encontre de l’exogroupe dans le but de différencier son groupe. L’enjeu de la différenciation est d'atteindre une identité collective positive qui résulterait d’une comparaison intergroupe favorable à l’endogroupe.
La marginalisation
La marginalisation signifie que l’immigré ne maintient pas sa culture d’origine et n’incorpore pas les droits culturels et sociaux des membres de la société d’accueil. Les membres de la société d’accueil qui préfèrent la marginalisation, voudraient que l’immigration cesse et dans certains cas, ils souhaiteraient que certaines catégories d’immigrés soient renvoyées dans leur pays d’origine. 
L’IAS (Immigrant Acculturation Scale) a été utilisée pour évaluer les orientations d’acculturation des immigrés portugais, coréens et hongrois au Canada. Les résultats montrent que la population hôte préfère d’abord l’intégration, ensuite l’assimilation, puis la séparation et en dernier la marginalisation. Ce qui équivaut aux résultats qu’ont trouvés Fleras et Elliot en 1992 pour d’autres sociétés pluralistes comme le Canada.

### Les processus d'acculturation: les modèles réciproques

#### Le modèle de R. Bourhis
Bourhis reprend les stratégies de Berry. En ce qui concerne ses études sur le biculturalisme, il en a déduit que sur le long terme, cette situation devrait contribuer à un pluralisme culturel « as an enduring feature of the host society ». Dans cette étude, Bourhis a tenté d’expliquer cette préférence pour l’intégration. Selon lui, plus les membres de la société d’accueil veulent se rapprocher des immigrés, plus ils se sentent à l’aise avec eux et moins ils se sentent gênés par leur présence. Les sujets avaient aussi moins tendance à avoir des pensées ethnocentriques ou autoritaires à leur égard. Ils considèrent que les immigrés devraient être libres de garder leur héritage culturel ou d’adopter la culture de la société d’accueil.
Son Modèle d’Acculturation Interactif présente des  processus d’acculturation réciproques. Ce modèle a trois composantes :
1. les orientations d’acculturation des immigrants dans la société d’accueil,
2. les orientations d’acculturation de la population d’accueil envers les immigrants,
3. les relations personnelles et intergroupes comme produit des combinaisons entre les orientations d’acculturation des immigrants et celles de la communauté d’accueil.

Le M.A.I met avant le fait que l’orientation d’acculturation choisie par les membres de la majorité hôte dominante, peut influencer l’orientation adoptée par les immigrés. La combinaison des orientations d’acculturation menées par le groupe hôte et le groupe d’immigrés devrait conduire à des relations différentes entre les deux groupes. Le MAI permet de mieux comprendre les orientations d’acculturation. L’un des objectifs de ces études est de proposer par la suite des  programmes d'intervention pour  améliorer les relations entre les membres des communautés immigrantes et ceux des communautés d'accueil.
Selon Bourhis, les relations intergroupes entre les populations hôtes et les immigrés peuvent être de trois types: 
1. soit les deux groupes adoptent la même stratégie d’acculturation et, dans ce cas, la relation sera considérée comme harmonieuse,
2. soit cette dernière sera conflictuelle car les deux populations choisissent une orientation opposée l’une à l’autre,
3. soit la relation sera problématique car les deux orientations se correspondent à un certain degré.

De nombreuses études  montrent que l’intégration est la plus adaptative car elle mène au bien être des individus des deux côtés. 
Dans le MAI, l’individualisme est une cinquième orientation d’acculturation qui s'ajoutent à celles de Berry. L'individualisme implique que les membres de la société d’accueil se définissent eux et les autres comme des individus en tant que tel plutôt que comme membres d'un groupe catégorisé comme un groupe d’immigrés ou un groupe majoritaire de la société d’accueil. Bourhis s’attarde donc ici sur les caractéristiques personnelles et considère que le succès de l’acculturation d’un individu se base en partie dans le maintien de sa culture d‘origine et dans son adaptation à la société d’accueil. Les individualistes vont donc interagir avec les immigrés de la même manière qu’avec les autres.
« Le migrant n’abandonne pas ses identités une fois à l’étranger, mais il les conserve, les confronte aux autres et les (re)travaille, tout en leur apportant de nouvelles dimensions. En bref, il se redéfinit et cherche des supports identitaires chez ses collègues de travail, ses compagnons ou ses amis. »
— Faire l’Amitié interculturelle : Perseverare Diabolicum ? Scalabrini, G.B. (janvier-février 2005).  Psychosociologie du Vécu Migratoire. Migrations Société. Revue Bimestrielle. Centre d’information et d’études sur les migrations internationales (CIEMI). Vol. 17, N°97, p.79-91, Dervin,F.(2005)

#### Roger Bastide
Roger Bastide (1898-1974) est un socio-anthropologue français qui a beaucoup influencé les travaux sur l'acculturation, notamment ceux de Camilleri, le fait culturel et le fait social ne sont pas dissociables. Il utilise plus volontiers les termes d’interpénétration ou d’entrecroisement des cultures car l’acculturation est réciproque et souvent pas symétrique. Il insiste sur l’importance d’étudier chacune des deux cultures qui donnent et reçoivent à la fois. Il soumet trois critères fondamentaux :
1. le caractère général ou politique : qui repose sur la présence ou l'absence de manipulation des réalités sociales. Avec trois exemples de situations : une acculturation spontanée, naturelle ou  libre, une acculturation organisée ou forcée au bénéfice principal d'un groupe et enfin une acculturation planifiée qui vise le long terme.
2. le caractère culturel formé par l'homogénéité ou l'hétérogénéité des cultures en présence. L'écart différentiel entre les cultures est particulièrement important.
3. le caractère social ou l'acculturation diffère selon qu'il s'agisse d'une société close ou ouverte.

Pour analyser ces critères, il étudie le rôle des facteurs non-culturels comme le facteur démographique (fécondité…) ;
écologique (milieu socio-économique…) ; ethnique (type de relation, de structure…). Il considère aussi que les cultures sont en perpétuelle transformation et renouvellement qui varient avec deux niveaux d’acculturation: celle matérielle (conscient) et celle formelle (inconscient).

#### Les stratégies identitaires de C. Camilleri
Ce point est en effet important dans les études sur l'acculturation. Lorsqu'un individu doit s'adapter à une culture différente de la sienne, il développe des stratégies identitaires, l'auteurles définit comme le "Résultat de l'élaboration individuelle et collective des acteurs qui expriment dans leur mouvance des ajustements opérés, au jour le jour, en fonction de la variation des situations et des enjeux qu'elles suscitent – c'est-à-dire des finalités exprimées par les acteurs – et des ressources de ceux-ci".

## Les facteurs impliqués et leurs conséquences

### Le contexte
Il est très important d’étudier le contexte d’acculturation pour comprendre les mutations qui découlent de contacts entre deux ou plusieurs cultures. En connaissant le contexte du pays d’origine à l’époque de l’immigration, on comprendra mieux les motivations des migrants. C’est pour cela qu’il est aussi nécessaire de savoir si la migration est volontaire ou pas. Les causes d’une migration peuvent être multiples. Les migrants évaluent le rapport entre les coûts et les bénéfices à quitter leur pays et à arriver dans un autre, et pas n’importe lequel. Le pays d’accueil a une politique d’immigration particulière qui doit convenir aux nouveaux arrivants. Certains modes d’acculturation peuvent être inhibés ou favorisés selon l’orientation de la politique du pays d’accueil. Le rôle de cette dernière est donc majeur. La diversité culturelle n’est pas seulement reconnue comme une caractéristique démographique de la société mais elle est aussi évaluée par les citoyenneté comme important pour le fonctionnement de la société dans son intégralité.

#### La théorie du contact intergroupe
En 1954, Allport mettait en avant quatre conditions au contact intergroupe :
1. l'égalité des groupes ;
2. l'égalité des buts communs ;
3. une coopération intergroupe ;
4. le support des autorités.

Pettigrew développe cette conception en décrivant un processus par lequel ce contact provoquera des changements de comportement dans les deux groupes. Il proposera ainsi la théorie du contact intergroupe. D'après cette théorie, la connaissance d’un individu passe aussi par la connaissance de son groupe. Pettigrew reprend aussi Allport concernant le rôle important de la société dans la formation initiale des relations entre les groupes, puisque ces relations se retrouvent dans les institutions. Les normes sociales vont ensuite donner forme au type de contact.

### Les moyens de communication
Depuis un siècle, les moyens de communication ont changé et leurs influences sont d’autant plus importantes aujourd’hui Elles peuvent favoriser ou défavoriser les processus d'acculturation. Les moyens virtuels tels que le téléphone ou internet augmentent les contacts entre les groupes et permettent aussi de rester en contact avec la culture, le pays et le groupe d’origine.
L'adoption d'une stratégie d'acculturation est aussi le fruit d’interactions d’autres facteurs comme la communication interculturelle entre les deux groupes, les attitudes interethniques, les stéréotypes, le stress acculturatif, et la discrimination entre eux dans des domaines comme la famille, l’emploi, la scolarité, la police et la justice.

### Une analyse multifactorielle
Nous n’oublions pas qu’il existe des facteurs à prendre en compte avant l’acculturation, tels que l’âge (plus le processus commence tôt, moins il connaît de difficultés dans ses mutations), le sexe, l’éducation, le statut, le projet migratoire, la distance culturelle, ou encore la  personnalité.

### Le profil psychologique
Afin d’enrichir l’analyse des orientations d’acculturation, certains chercheurs étudient les profils psychologiques. En voici quelques exemples: les types d’identification multiple des individus, le sentiment d’appartenance national (ethnique, civique), l’ethnocentrisme, l’orientation de dominance sociale, l’affiliation politique de droite ou de gauche, le sentiment de menace identitaire, les réseaux de contacts ethnolinguistiques ou encore la perception que les immigrants sont victimes de discrimination,. Dans ces études nous retrouvons aussi  la concordance ou discordance entre les orientations d’acculturations des immigrants et celles des communautés d’accueil. 

## Facteurs à l’origine du jugement
Les origines des jugements qu'ont les membres des sociétés européennes sur les immigrés semblent aussi intéresser les chercheurs. Car ce jugement se traduit par la perception qu’ont les européens de la capacité d’intégration de l’immigré dans sa globalité. Cette perception se fait notamment à partir d’affichages identitaires, considérés comme des indicateurs de volonté d’intégration et de l’appartenance religieuse de l’immigré. En effet, il semblerait que c’est à partir de cette dernière, qu’un européen évaluera son degré de similarité-attraction avec l’immigré. Ceci à différents niveaux : perception de la menace (stéréotypes) ; religieux ; valeurs (civiques, laïques, égalité homme-femme, etc.) ; et à partir de discours politiques et des politiques de migration du pays d’accueil. 

### La similarité comme attrait et comme bénéfice à l’adaptation
Bourhis et al. (2008) ont mené une étude avec des québécois francophones. Les résultats de  l’échelle d’acculturation de la communauté d’accueil (EACA) montrent que les sujets favorisent la stratégie d'intégration des immigrés français qui sont « valorisés » qu’envers les immigrés arabes musulmans qui sont « dévalorisés ». Il s’avère aussi que les Québécois français s’identifient plus à l’appartenance nationale civique et ethnique, qu’ils ont un plus faible sentiment d’appartenance nationale canadienne. Les canadiens anglophones ont plus peur des immigrés francophones que des autres car ils ont peur que la langue française prenne plus de place par exemple et ils ne semblent pas apprécier les idéaux francophones.
Le fait que les immigrés arabes musulmans aient ici le statut de « dévalorisé » peut être expliqué avec le modèle de menace intergroupe de Stephan et Stephan (2000). En effet, depuis l’attentat du 11 septembre, ils souffrent de préjugés ,. Leur présence peut être vue comme une menace symbolique en ce qui concerne la laïcité dans les institutions publiques de la majorité québécoise francophone.
Des chercheurs  ont mené une étude à ce sujet. Leur première hypothèse était que les membres d’une communauté d’accueil qui se sentent moins en sécurité  aux niveaux linguistique, culturel et politique, se sentiraient aussi moins en sécurité lorsqu’il s’agit d’accueillir des immigrés dans leurs orientations d’acculturation. En parallèle à d’autres études, les auteurs s’attendent aussi à ce que les membres du Québec et de Belgique soient moins enclins dans leurs orientations d’acculturation envers les immigrés « dévalorisés » qu’envers les immigrés « valorisés ». 
Ici, les auteurs distinguent les immigrés dévalorisés des immigrés valorisés à partir des stéréotypes que la société d’accueil donne à partir de leur origine nationale. Prenons un exemple concret. Au Québec, des immigrés de France peuvent être considérés comme « valorisés » par les Québécois francophones car ils considèreront qu’ils parlent la même langue et qu'ils sont de la même couleur de peau. Ceci dans le cas où ces mêmes Québécois francophones doivent aussi évaluer des immigrés de Haïti, qu’ils considèreront comme « dévalorisés » car même s’ils parlent la même langue, ils ont une couleur de peau différente. En parallèle  avec le MAI, cette dernière étude a été réalisée grâce au r-HCAS. Avec ce test, des chercheurs ont conclu que des orientations d’acculturation comme l’intégration (et l’individualisme) étaient préférées pour des immigrés « valorisés » alors que la séparation est plutôt attribuée aux immigrés « dévalorisés »,,,,. 

### La perception de menaces
Piontlowski et al. (2000), sur le comportement des hôtes allemands avec les immigrés italiens et polonais démontrent que le sentiment de menace augmente avec la différence de perception d'une stratégie d'acculturation.
D’autres résultats de cette même étude montrent que plus les sujets optent pour l’individualisme, l’intégrationisme et l’intégrationisme de transformation, moins ils adhèrent à l’idéologie de dominance sociale, moins ils se sentent menacés par la présence des immigrants, plus ils sont favorables à l’immigration au Québec. Ce sont les stratégies d’acculturation du MAI de Bourhis qui ont été décrits précédemment.
En général, les études sur les processus d’acculturation des membres de la communauté d’accueil tendent à considérer cette société dominante comme homogène sur les plans culturel et linguistique. Or, le fait de recevoir d’autres cultures mène à une coexistence de communautés d’accueil subnationales et transforme souvent la société en une société multiethnique. 
Les pays d’accueil sont souvent dotés d’une majorité dominante avec des communautés subnationales indigènes dont les différences linguistiques, culturelles ou religieuses s’avèrent être la source de tensions intergroupes qui existaient bien avant l’arrivée des immigrés.
Les catégories de membres de communauté d’accueil dont la classe sociale et d’éducation sont les moins privilégiés auraient plus de contacts compétitifs avec les nouveaux arrivants immigrés aux niveaux de l’emploi et seraient moins enclins à l’accueil d'exogroupes dans leurs orientations d’acculturation. 

### La religion
Une étude sur le référent religieux montre qu'une motivation extrinsèque de la religion ou une basse religiosité sont des facteurs qui favoriseraient l’intégration dans la nouvelle société. Aussi, la religion interviendrait dans le maintien des pratiques traditionnelles des immigrés. Ce phénomène apparaît aussi dans le cas des immigrés turcs de Belgique.
Il y a un intérêt universel à savoir s’il existe un facteur commun qui influence l’attitude des humains envers l’immigration et des diversités dans le contexte national. De plus, le nombre d’anti-musulmans se serait beaucoup accru en Australie depuis les attentats du 11 septembre 2001 et depuis les attentats à Bali.
La présence religieuse de l’Islam en Europe semble devenir un sujet important dans les débats publics.
Allievi a fait une étude en Italie sur la visibilité religieuse de l’Islam et les réactions culturelles et religieuses. Il conclut son discours avec espoir. Selon lui, le conflit culturel n’a pas seulement des conséquences négatives. Il imposerait une communication entre les acteurs sociaux qui, en « situation normale » ne communiqueraient pas ou pas suffisamment. L’auteur donne l’exemple du port du voile à l’école en France, qui a débouché sur de nombreux débats et discussions pour trouver une solution.
Le changement d’une religion majoritaire à une religion minoritaire est un facteur important pour comprendre la construction d’une nouvelle identité ethnique et religieuse d’un immigré. Ammermann donne un exemple  « les circonstances et les attentes dans une nouvelle culture, déforment inévitablement les croyances et les pratiques qui ont été importées du pays d’origine ». Il explique ceci entre autres par le fait que dans la situation majoritaire, la communauté religieuse et l’État ont une relation complémentaire, alors qu’ils s’opposent dans la situation minoritaire. Selon certaines études, les immigrés seraient encore plus religieux que lorsqu’ils étaient chez eux car la religion est l’une des marques identitaire les plus importantes qui permet de préserver la connaissance de soi et la cohésion de groupe.
Pour des raisons économiques, politiques ou sociales, le nombre de communautés d’immigrés, de diverses religions, s’est accru ces quarante dernières années, surtout depuis vingt ans. Le nombre de musulmans en Occident aurait augmenté ces trois dernières décennies. La relation entre l’État et la religion est considérée dans ces études comme importante pour comprendre comment s’organise une religion comme l’Islam.

### Discours politique
Les représentations des étrangers et les comportements envers eux feraient partie d’un système complexe de valeurs et de significations qui constituent ce que l’on appelle l’identité nationale. En ce qui concerne un pays comme la France, les différentes conceptions de la citoyenneté provoqueraient des comportements différents envers les immigrés. Les discours publics et les lois du citoyen sont des indicateurs importants  de la capacité qu’a un pays en particulier pour intégrer les migrants. La manière dont le système imbrique les valeurs de cohésion et les valeurs d’inclusions est un paramètre important pour les systèmes démocratiques comme la Belgique et la France. 
Les études concernant le multiculturalisme indiqueraient que les membres du groupe majoritaire n’ont généralement pas de sentiments positifs à l’égard des immigrés. 

## Facteurs personnels et situationnels
L'éducation
Une meilleure éducation est  liée à moins de stress.
La position sociale
Quelle que soit la position sociale de l'immigré, il subit en général une perte de statut de par la dévaluation de son niveau socio-professionnel et une plus faible mobilité sociale.
La personnalité
L'introversion et l'extraversion sont des exemples de facteurs de risques ou de protection dans une situation d'acculturation.
La durée de l'acculturation
Il y a eu plusieurs études qui ont montré l'importance de ce facteur. Plus un individu réside longtemps, meilleure est son adaptation.